# フィンランド社会主義労働者共和国

フィンランド社会主義労働者共和国
Suomen sosialistinen työväentasavalta (フィンランド語)

国の標語: 
Kaikkien maiden proletaarit、liittykää yhteen!（フィンランド語）
万国の労働者よ、団結せよ！
初期のフィンランド共産党の占領地（赤色）
南部の工業地帯を全て占領していた

フィンランド社会主義労働者共和国（フィンランドしゃかいしゅぎろうどうしゃきょうわこく、フィンランド語: Suomen sosialistinen työväentasavalta, スウェーデン語: Finlands socialistiska arbetarrepublik）は、フィンランドに存在した短命の社会主義共和国である。この政府はフィンランド独立後のフィンランド内戦の直前に、10月革命の余波で樹立された。この国は1918年1月28日まで、名称が決められていなかったが、以降ヘルシンキの人民会議であるヘルシンキソビエトの法令で国名を仮定した。ソ連の元首ウラジーミル・レーニンはフィンランド人の社会主義者に"フィンランド社会主義労働者共和国"の名を採用させるように強制したとされる。
国家の計画と憲法案はオットー・ヴィルホ・クーシネンによって書かれた。彼は後の冬戦争の際に樹立されたソ連の傀儡政権であるフィンランド民主共和国の首班となっている。その唯一の首相は中央委員会の議長であるクッレルヴォ・マンネルだった。フィンランド赤衛軍が南北戦争に勝利した場合、マンネルは「フィンランド赤衛軍の独裁者」の地位に上がった可能性がある。

## 歴史
1809年スウェーデンがフィンランドをロシアに割譲し、以来フィンランドはロシアの治下にあった。この革命は前ボルシェビキ党派であったフィンランド社会民主党によって始められた。人民会議(kansanvaltuuskunta)は今日ではソビエトと呼ばれるものであり、議会の所在地であるヘルシンキに、フィンランド人の社会主義者によって組織された。新国家はロシア・ソビエト連邦社会主義共和国との友好条約の交渉を行い、これは3月1日にペトログラードで調印された。このように、フィンランドはロシア帝国とポリシェヴィキとフィンランド社会主義労働者共和国と戦っていた、しかしフィンランドが圧勝した。
この国家を建国した幾らかのフィンランドの社会主義者の関心にもかかわらず、マルクス主義のプロレタリアート独裁の考えはこの計画にはなかった。それにもかかわらず、フィンランド社会主義労働者共和国はロシア・ソビエト連邦社会主義共和国から援護を受けた。
フィンランドの社会主義者は国家の工業地帯である南部を完全に支配下に置いた。彼らの敵となった白衛軍の占領地は大きかったが、人口が少ない北部であり、白衛軍の不利が予測された。しかし、ドイツ帝国で訓練されたフィンランド白衛軍の兵士とドイツ軍自身が内戦に介入すると、フィンランド社会主義労働者共和国はソ連に軍事的、経済的な援助を当てにせざるをえなくした。しかし、ソビエト政権も本国のロシア内戦に忙しかったために援助はまばらなものであった。内戦は赤軍が1918年4月26日にヴィープリから撤退、5月5日にはフィンランドでの拠点を全て失い、内戦は終結した。
赤軍は敗北して、数万人の社会主義者が白色テロの犠牲者となった。これを生き残った人は地下に潜るか、国外に亡命した。この敗北の数ヵ月後、モスクワへの社会主義者の亡命避難民は幾つかの派閥には分かれていたものの、フィンランド共産党を結成した。これらの組織はフィンランド本国にフィンランド社会主義労働者党などを結成してフィンランド本国に対して影響を持とうとしたが、本国では一貫して圧力を受け続けた。また、本国に残り勢力を盛り返したフィンランド社会民主党とも友好関係とは言えなかった。

## 註
1. ↑  Vapaussota - osana suursotaa ja Venäjän imperiumin hajoamista. Professori Ohto Mattinen
2. ↑  John H. Hodgson: The Finnish Communist Party
3. ↑  “Manner, Kullervo – Svinhufvud” (英語). Finland100.fi. 2020年10月26日閲覧。
4. ↑  Flakin, Nathaniel (2019年5月26日). “When the North Star Turned Red: Against Reconciliation” (英語). Left Voice. 2020年10月26日閲覧。
5. ↑  “フィンランドとは？ 意味や使い方”. コトバンク (2023年8月28日). 2024年11月9日閲覧。 “ナポレオン戦争において，ナポレオンはスウェーデンをイギリスに対する大陸封鎖に参加させるため，ロシアがフィンランドを占領してスウェーデンに圧力をかけることを認めた。そのためロシア皇帝アレクサンドル1世は，1808年フィンランドに出兵した。フィンランド人は善戦したが，スウェーデン人が援兵を送らなかったので，フィンランド全土をロシアに占領された。09年ハミナの講和でフィンランドは正式にロシアに割譲された。ロシア皇帝はフィンランド大公を兼ねたが，フィンランドには自治を許した。しかし，しだいにロシア化が強行されるようになる。それに伴ってフィンランド人に民族的自覚が燃え上がり，独立の気運が高まった。”